# Comuna Pekariv, Sosnîțea
Pekariv (în ucraineană Пекарів) este o comună în raionul Sosnîțea, regiunea Cernihiv, Ucraina, formată din satele Knutî, Kostîriv, Pekariv (reședința) și Sîniutîn.

## Demografie
Componența lingvistică a comunei Pekariv
     Ucraineană (99,1%)
     Alte limbi (0,9%)
Conform recensământului din 2001, majoritatea populației comunei Pekariv era vorbitoare de ucraineană (99,1%), existând în minoritate și vorbitori de alte limbi.